# Royal, Illinois
Royal là một làng thuộc quận Champaign, tiểu bang Illinois, Hoa Kỳ. Năm 2010, dân số của làng này là 293 người.

## Dân số
Dân số qua các năm:
- Năm 2000: 279 người.
- Năm 2010: 293 người.